# 北村祥治
北村 祥治（きたむら しょうじ、1994年1月23日 - ）は、石川県出身の社会人野球選手（内野手）。弟は東京ヤクルトスワローズ所属の北村拓己。義妹は弟・拓己の妻でもある、元・アイドリング!!!の伊藤祐奈。

## 経歴
星稜中学校から星稜高等学校を経て東都大学の亜細亜大学に進学。大学時代から日本代表に選出されるなどの活躍をする 。4年時には主将として明治神宮野球大会で優勝。
大学卒業後は社会人野球の強豪・トヨタ自動車に入社。社会人でも日本代表に選出されるなどの活躍をしており、現在はチームの主将を務める。2023年は都市対抗で打撃賞を獲得する活躍で優勝に貢献し、三塁手として社会人ベストナインに初選出された。